# Lego Star Wars III: The Clone Wars
Lego Star Wars III: The Clone Wars (Eigenschreibweise: LEGO STAR WARS III: THE CLONE WARS, englischer Artikel: Lego Star Wars III: The Clone Wars) ist ein Action-Adventure-Computerspiel, das von Traveller’s Tales bzw. TT Fusion (Handheld-Versionen) entwickelt und von LucasArts bzw. Feral Interactive (macOS) für Microsoft Windows, macOS, Nintendo 3DS, Nintendo DS, PlayStation 3, PlayStation Portable, Wii und Xbox 360 im Jahr 2011 veröffentlicht wurde. Es basiert auf der Fernsehserie Star Wars: The Clone Wars und ist der Nachfolger von Lego Star Wars: Die komplette Saga und der Vorgänger von Lego Star Wars: Das Erwachen der Macht. Es ist der vierte Teil der Lego-Star-Wars-Reihe.
Das Spiel war eines der Launchtitel für den Nintendo 3DS.

## Spielprinzip
Das Spielprinzip von Lego Star Wars III: The Clone Wars ähnelt den vorherigen Titeln der Serie und anderen Lego-Videospielen. Bis zu zwei Spieler können zwischen verschiedenen Charakteren wechseln, um im Kampf gegen Feinde zu kämpfen, Rätsel zu lösen und verschiedene Level zu durchlaufen. Es wurden einige Neuheiten eingeführt, darunter ein Szenentausch, bei dem Spieler zwischen Teams an verschiedenen Orten wechseln können, um mehrteilige Ziele zu erreichen, und Bosskämpfe. Das Spiel enthält auch einige Echtzeit-Strategieelemente wie z. B. das Kommandieren großer Bodenarmeen über Schlachtfelder. Außerdem wurden die Weltraumkämpfe umgestaltet, um ein instinktiveres 3D-Weltraumkampfgefühl zu erzeugen.
Die Versionen für stationäre Geräte enthalten jeweils 115 Charaktere, die Handheld-Versionen 77.

## Entwicklung
Das Spiel befand sich seit Ende 2009 in Entwicklung, als die zweite Staffel von Star Wars: The Clone Wars begann. Ende 2010 stellte LEGO das Spiel fertig und begann mit der Werbung dafür. Am 23. Juni 2010 veröffentlichte LEGO den ersten Trailer für das Spiel und später im Jahr 2011 wurden einige Demos und Zwischensequenzen veröffentlicht. Nintendo veröffentlichte Trailer für den Nintendo 3DS. Das Spiel erschien 2011 in Nordamerika am 22. März, in Europa am 25. März und in Australien am 30. März. Die 3DS-Version des Spiels wurde am 31. März in Australien als Launch-Titel für das System veröffentlicht.

## Rezeption
Die deutschsprachige Website spieletipps.de bewertete Lego Star Wars III: The Clone Wars mit 80 von insgesamt 100 möglichen Punkten.